# Eurycercus longirostris
Eurycercus longirostris är en kräftdjursart som beskrevs av Hann 1982. Eurycercus longirostris ingår i släktet Eurycercus och familjen Chydoridae. Inga underarter finns listade i Catalogue of Life.